# Blaž Arnič
Blaž Arnič, slovenski skladatelj, * 31. januar 1901, Luče v Savinjski dolini, † 1. februar 1970, Ljubljana.
Arnič sodi med tiste skladatelje, ki so se jasno in nedvoumno izrekli proti vsakršni abstraktnosti glasbene umetnosti. O svoji umetnosti ni veliko govoril, svojo estetiko pa je jedrnato opredelil z naslednjimi besedami: »Na glasbo gledam kot na enega najmočnejših izrazov človeških čustev. Glasba je tisti element, ki človeka plemeniti. Zato tudi ne more biti abstraktna. Človeku mora dati doživetja, ne sme pa se naslanjati zgolj na razvoj muzikalnih principov. Če bi imeli glasbo za abstrakten pojem bi s tem negirali svoja čustva. Vse bogastvo občutij in človekov značaj se oblikujejo le na domači grudi. Tako nastane tudi lastni izraz, lastni glasbeni jezik, ki si ga je mogoče ustvariti le v stiku z domačo zemljo.«

## Življenjepis
Arnič se je rodil v Lučah v Savinjski dolini, na samotni kmetiji pod Ráduho, in se ob prvih glasbeni vzgibih, ki jih je dobil v domačem okolju, odločil za glasbo. Študiral je na Akademiji za glasbo v Ljubljani, kasneje še na Novem dunajskem konzervatoriju (Rudolf Nilius, 1930-1932), v Varšavi (1938) in v Parizu (1939). Deloval je kot učitelj v Bolu na Braču (1934-1935), na srednji šoli Glasbene akademije v Ljubljani (1940-1943), po koncu druge svetovne vojne in vrnitvi iz ujetništva v koncentracijskem taborišču Dachau pa je prevzel profesuro na Akademiji za glasbo v Ljubljani. 
Muzikološka stroka je njegove skladateljske začetke povezala z vplivi Brucknerja in ruske peterice, njegov izraz pa klasificirala kot »neoromantični realizem«. Skladatelj je imel o tem skromnejše mnenje: »Ko sem začel pisati, nisem čutil nobene potrebe, da bi se naslanjal na Brucknerja in rusko peterico«, je dejal, »res pa je, da so me osvojili Beethoven, Bach, klasiki in pozneje romantiki. Toda pri pisanju sem bil samostojen. Naslonil sem se na Raduho in v njej začutil toliko moči, da drugih vzgibov nisem niti potreboval, niti iskal.« Moč, ki jo Arnič opisuje, je botrovala nastanku obsežnega skladateljskega opusa, tesno povezanega s koreninami, z usodo in zgodovinsko vpetostjo slovenskega naroda. Po besedah akademika Uroša Kreka je Arnič »epski simfonik brez primere v slovenski zgodovini, pionir in oblikovalec vzvišenega domačijskega izraza«. Čeprav je Arnič svojim simfoničnim pesnitvam in simfonijam večinoma nadel tematske naslove, pa je vztrajal pri tem, da njegove umetnosti ne gre mešati s programsko glasbo.
Je avtor obsežnega in za Slovence prvobitnega simfoničnega opusa: 8 simfonij, mnoge simfonične pesnitve in solistični koncerti. 
Leta 1947 je prejel Prešernovo nagrado za skladateljsko delo Gozdovi pojejo.
Umrl je v prometni nesreči.

## Družina
Njegovi otroci, dirigent Lovrenc Arnič, violinist Jernej Arnič in skladateljica Blaženka Arnič-Lemež, so sledili očetovim glasbenim stopinjam.

## Opus

### Simfonije
1. simfonija - Te Deum, za orkester, orgle in mešani zbor (1932)
2. simfonija - Simfonična rapsodija, za orkester in klavir (1933)
3. simfonija - Duma, za orkester, bas in mešani zbor (1929-42)
4. simfonija - Resurrectionis (1931-42)
5. simfonija - Vojne vihre (1941)
6. simfonija - Samorastnik (1950)
7. simfonija - Simfonija dela (1948)
8. simfonija - Na domači grudi (1951)
9. simfonija - Vojna in mir, za soliste, zbor in simfonični orkester (1960)